# Dalila (Bible)
Pour les articles homonymes, voir Dalila.
דְּלִילָה
Compléments
Samson (son amant)
Dalila (en hébreu : דְּלִילָה, nom signifiant « Porte de la nuit » en hébreu, « guide » ou « coquette » en arabe [دلیله]) est l'un des personnages féminins de la Bible. Elle fait partie des figures féminines fatales de la religion juive car elle est sollicitée afin de soutirer le secret de sa force à Samson qui l'aime. Le récit biblique se trouve dans le Livre des Juges, au chapitre 16.

## Récit biblique

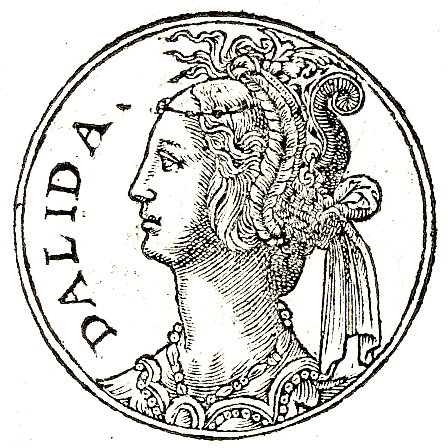
Dalila représentée par Guillaume Rouillé dans l'ouvrage Promptuarii Iconum Insigniorum (1553)

L'Israélite Samson aime la Philistine Dalila dans la vallée de Sorek. Les princes des Philistins, ennemis d'Israël, proposent à Dalila chacun mille et cent sicles d'argent si elle découvre le secret de la grande force de Samson. Elle essaie par trois fois de lui soutirer ce secret mais, à chaque fois, Samson lui ment. Lorsque Dalila lui demande pour la quatrième fois de partager avec elle son secret, Samson s'impatiente et cède en lui révélant que sa force vient de sa chevelure de nazir car il est consacré et dévoué à Dieu.
Dalila le trahit alors. Elle envoie chercher les princes philistins pour leur annoncer qu'elle connaît le secret de la force de Samson. Ils lui versent l'argent promis. Dalila endort Samson sur ses genoux et lui coupe ses sept tresses. Samson perd sa force et le secours de Dieu. Les Philistins le saisissent, lui crèvent les yeux et le jettent dans la prison de Gaza.
À l'occasion d'une fête en l'honneur de leur dieu Dagon, les princes philistins font venir Samson afin qu'il les divertisse. Ses cheveux commençant à repousser, il invoqua Dieu pour retrouver ses forces et, s'appuyant sur les colonnes de l'édifice, il le fait s'écrouler, entraînant dans sa mort tous les princes philistins.

## Le personnage dans les arts

### Musique

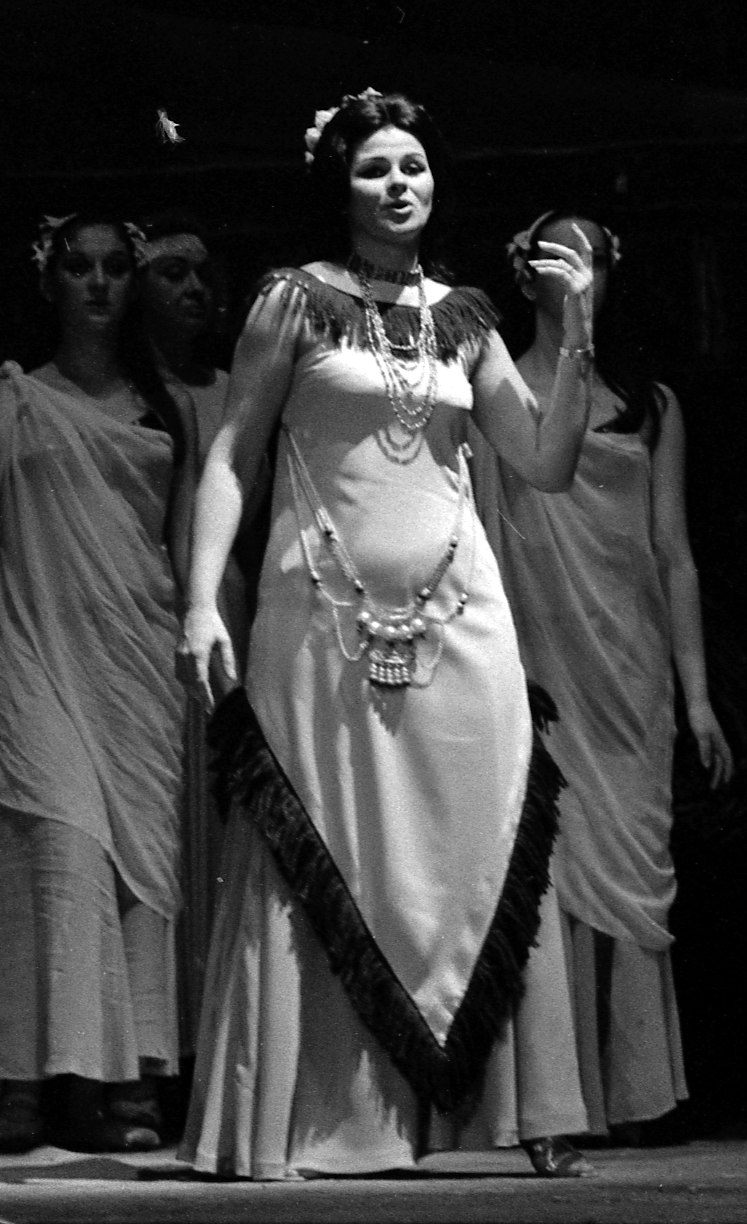
Interprétation de Dalila au Théâtre du Capitole de Toulouse en 1971.

- Samson et Dalila (1877) : opéra français composé par Camille Saint-Saëns
- Samson et Dalia (vers 1716), cantate de Sébastien de Brossard.
- Delilah (2015), Florence + The Machine.

### Cinéma
- 1902 : Samson et Dalila, film français de Ferdinand Zecca.
- 1908 : Samson, film français de Henri Andréani et Ferdinand Zecca.
- 1914 : Samson, film américain de J. Farrell MacDonald.
- 1936 : Samson, film français de Maurice Tourneur.
- 1949 : Samson et Dalila, film américain de Cecil B. DeMille.
- 1961 : Samson, film polonais d'Andrzej Wajda.
- 1996 : Samson et Dalila La Bible, téléfilm germano-italo-américain de Nicolas Roeg.
- 2013 : La Bible, mini-série américaine. Épisode 3. Interprétée par Kierston Wareing

### Peinture
- Vers 1500 : Samson et Dalila, tableau d'Andrea Mantegna.
- 1609 ou 1610 : Samson et Dalila, tableau de Pierre Paul Rubens.
- vers 1616 : Samson et Dalila, tableau de Gerrit van Honthorst.
- 1842 : Samson et le lion, tableau de Francesco Hayez

Gerrit van Honthorst, Samson et Dalila, 1616
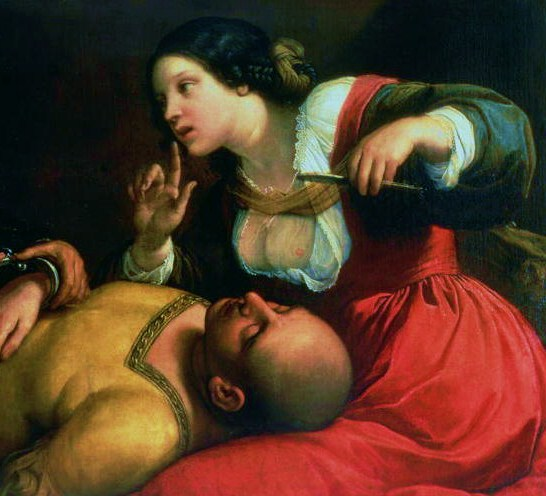
Dalila coupe les cheveux de Samson, auteur inconnu, XVIIe siècle.
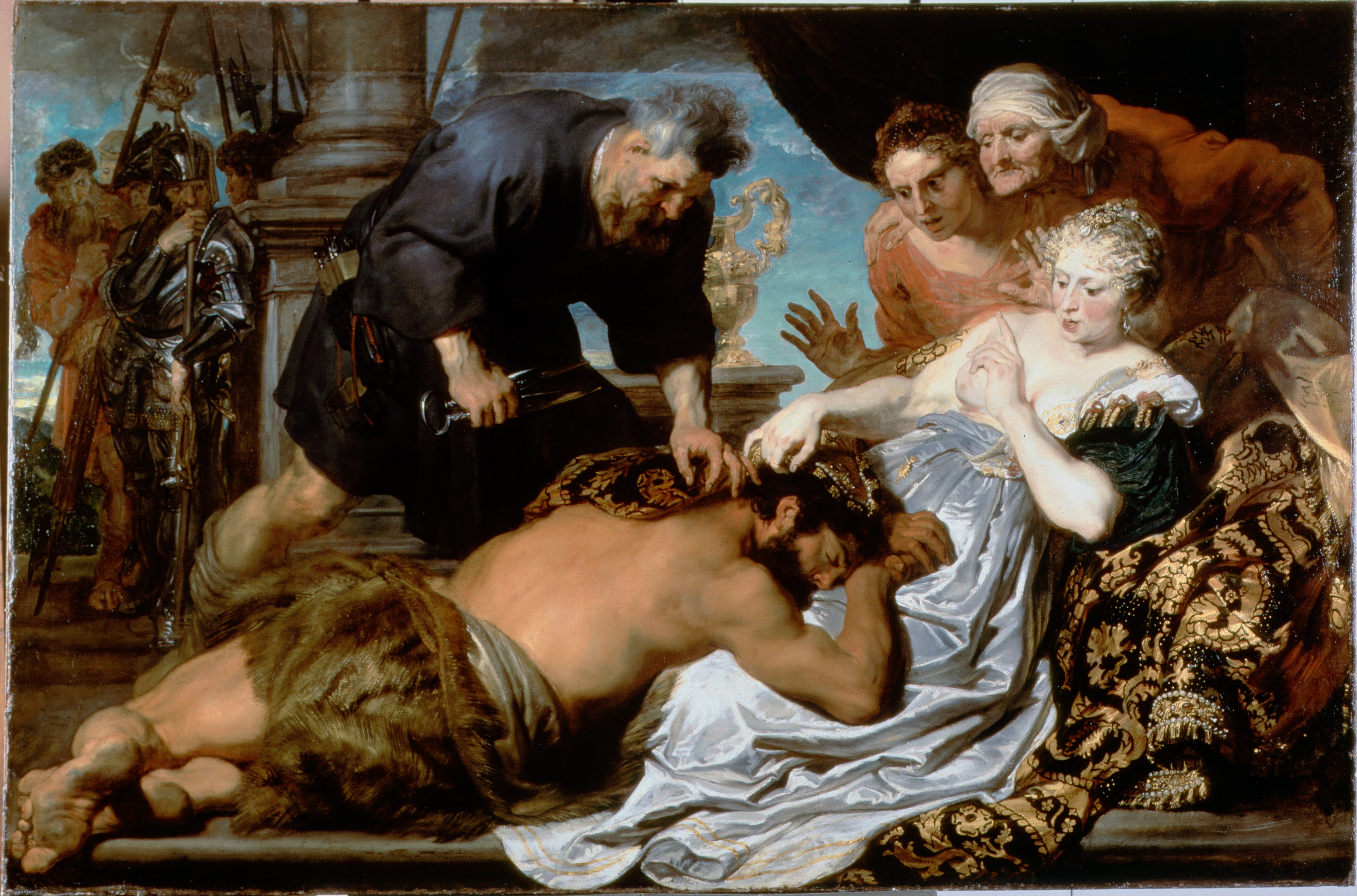
Samson et Dalila, 1618-1620 par Antoine Van Dyck Dulwich Picture Gallery, Londres
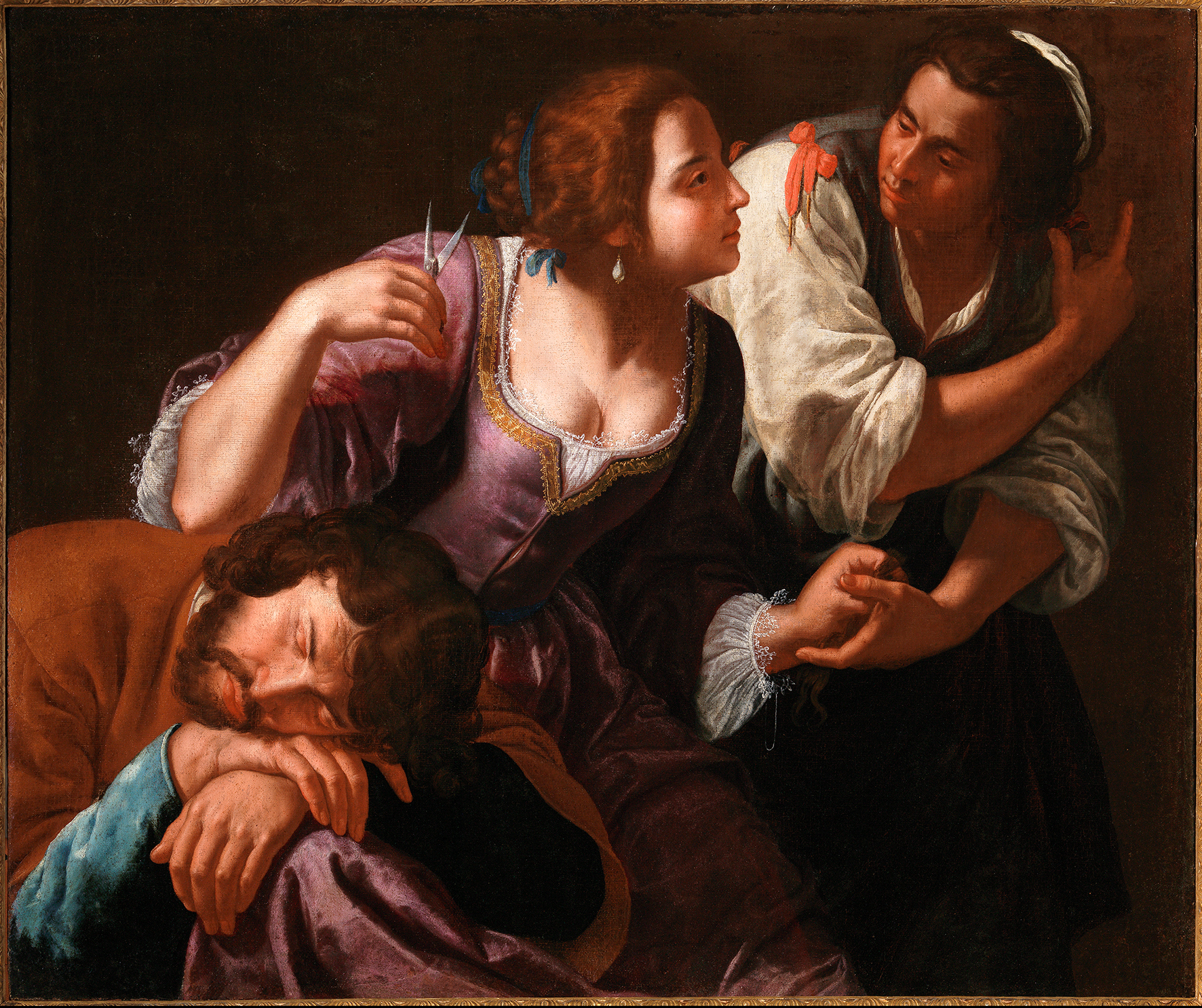
Samson et Dalila, 1630-1638 par Artemisia Gentileschi palazzo Zevallos Stigliano, Naples
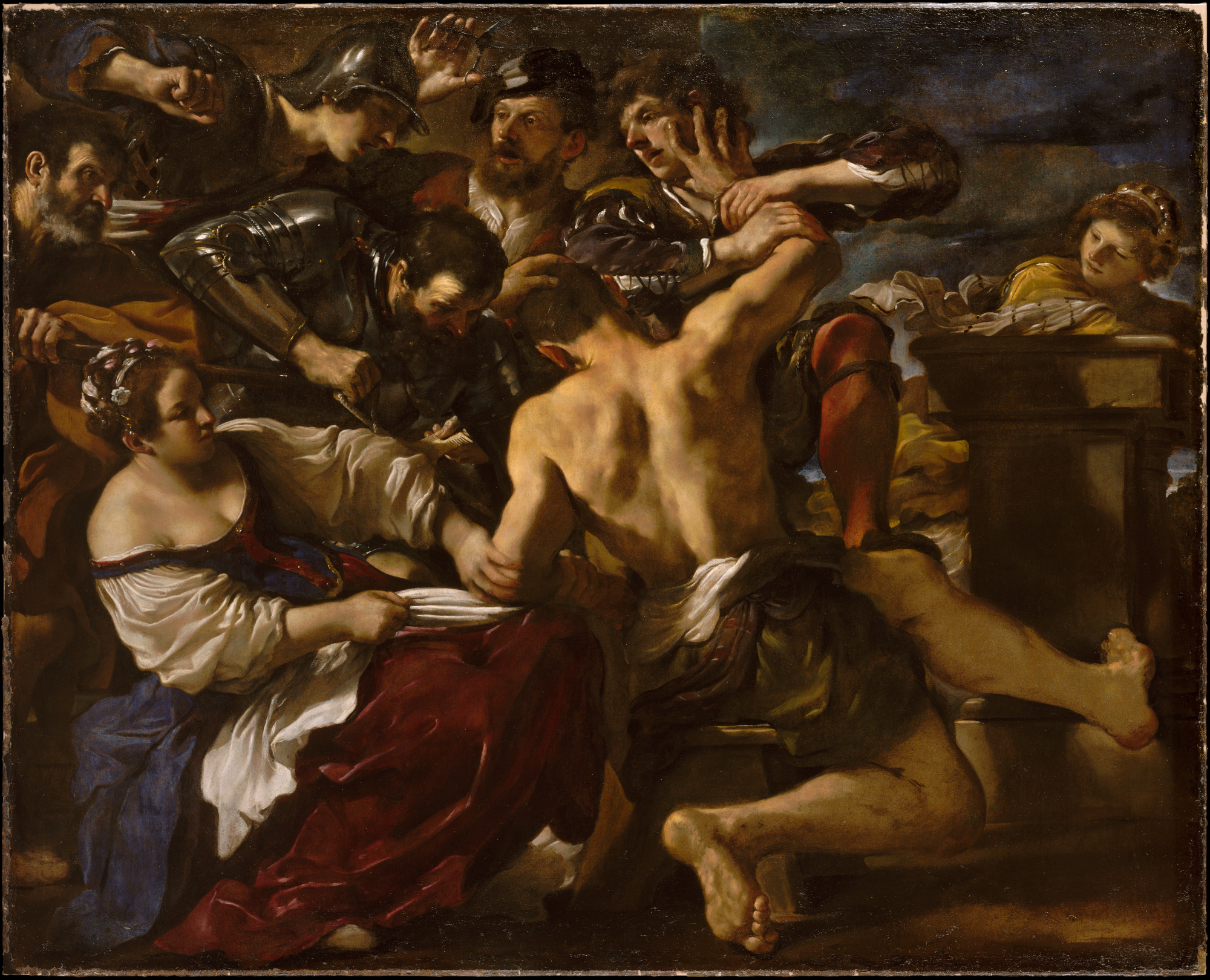
Samson Capturé par les Philistins, 1619 par Le Guerchin
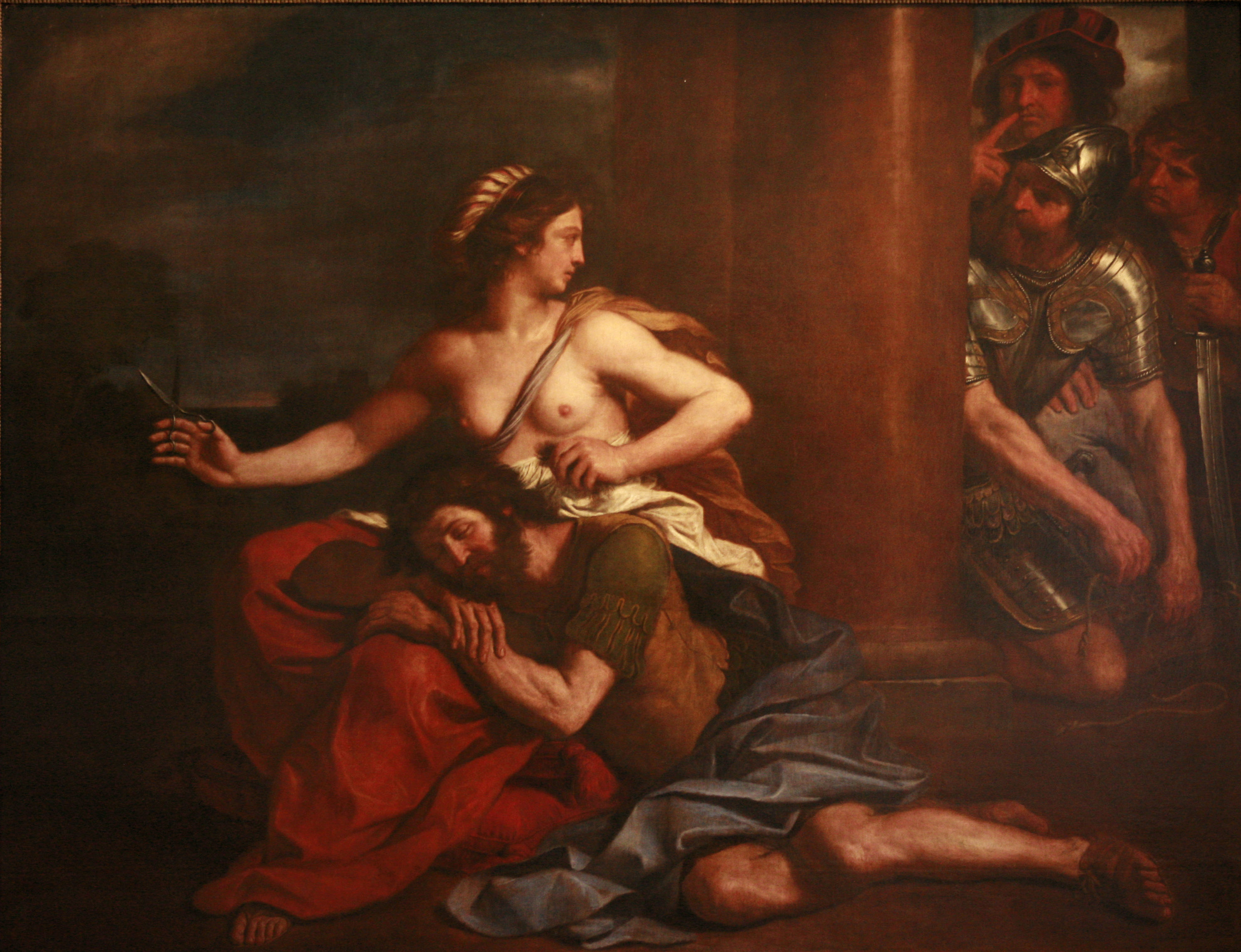
Samson et Dalila, 1654 par Le Guerchin Musée des Beaux-Arts de Strasbourg
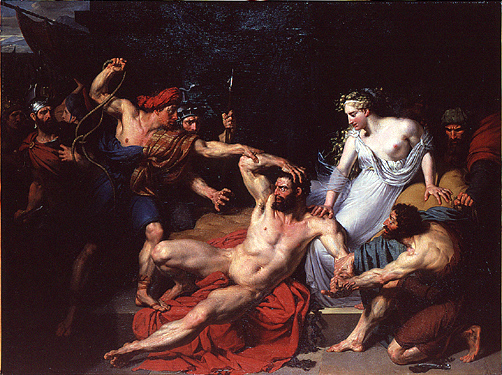
Samson et Dalila par Joseph-Désiré Court
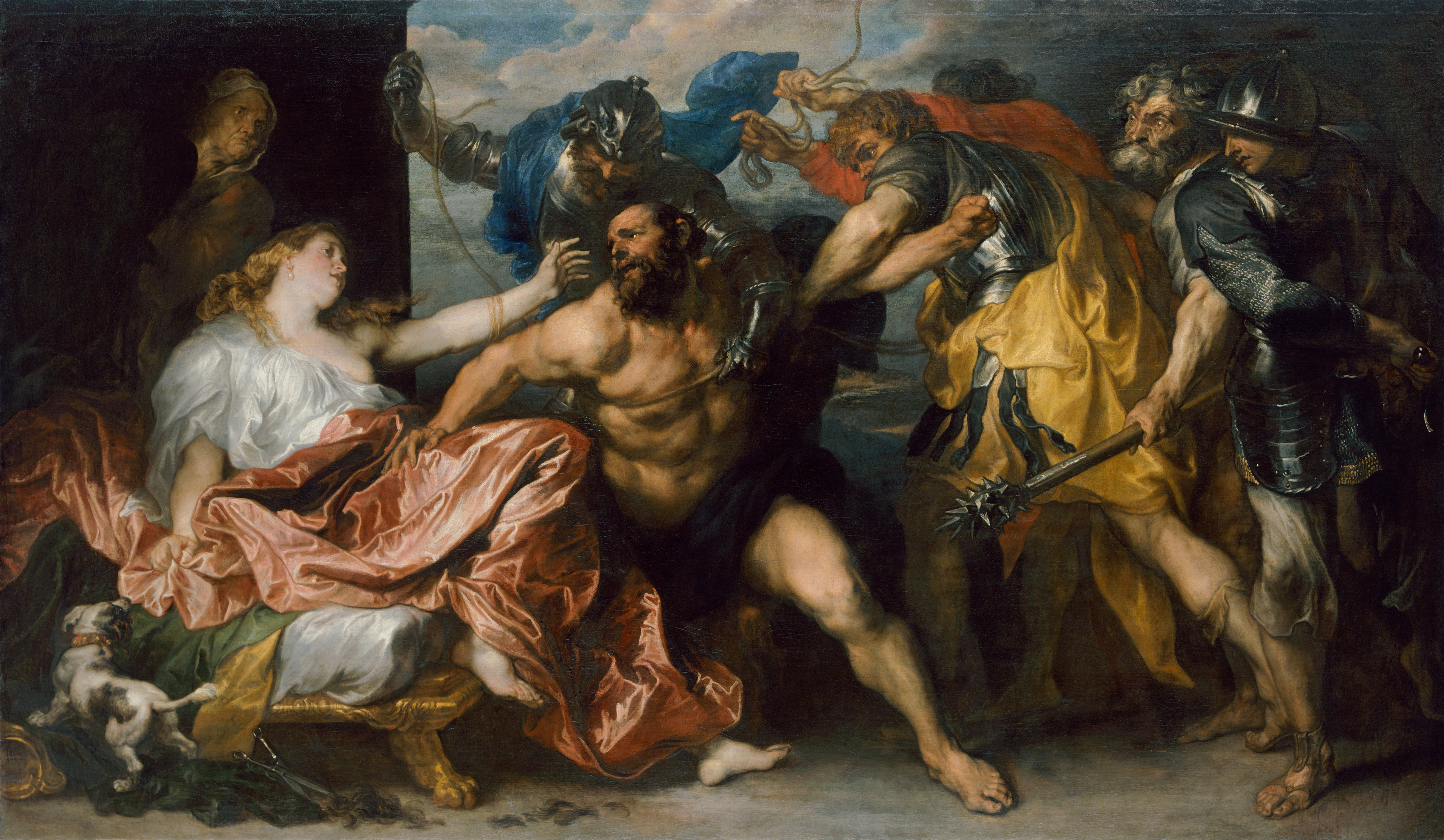
Samson et Dalila par Anton van Dyck Google Art Project
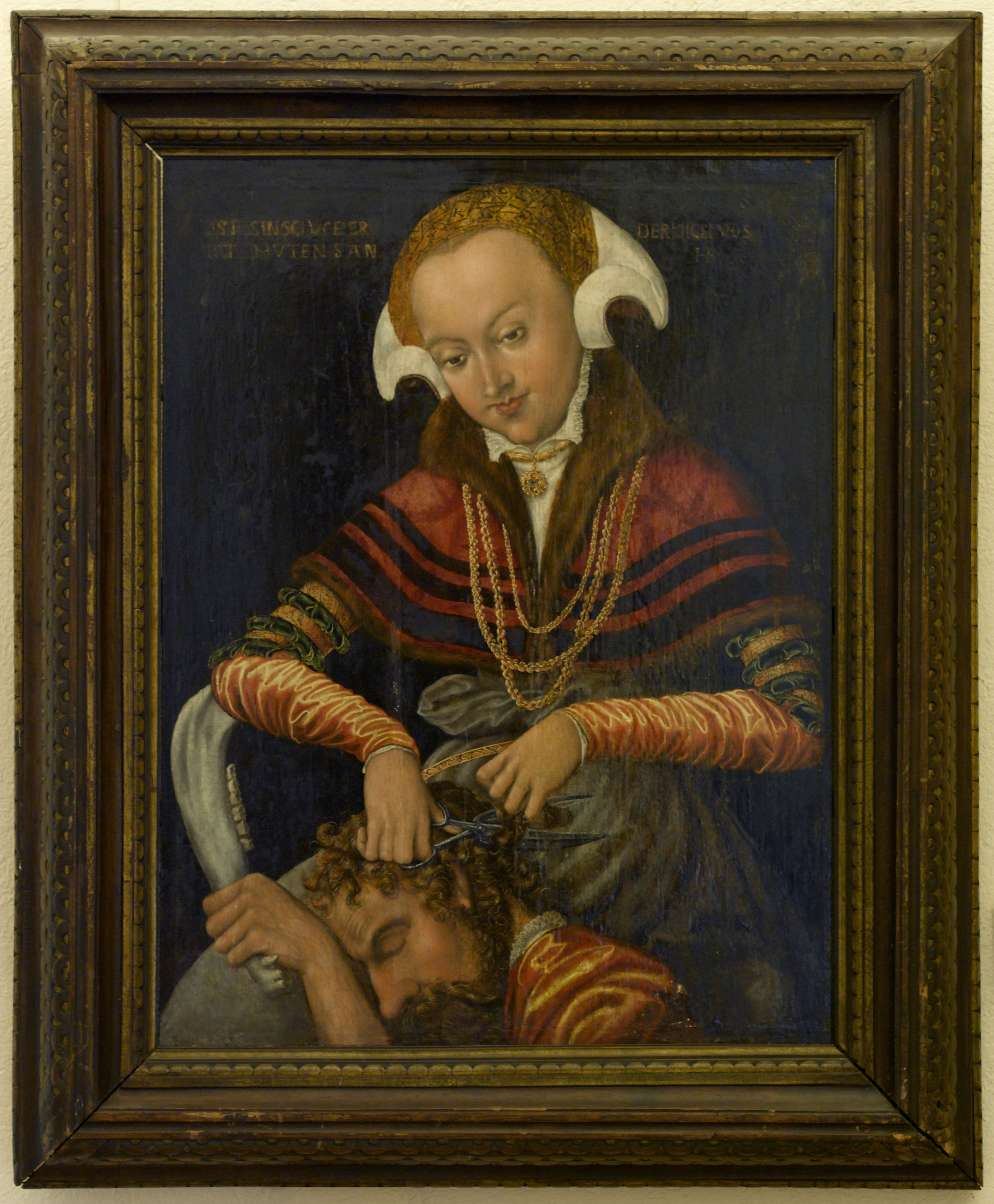
Dalila coupant les cheveux de Samson par Hans Brosamer Moulins ; Musée Anne-de-Beaujeu
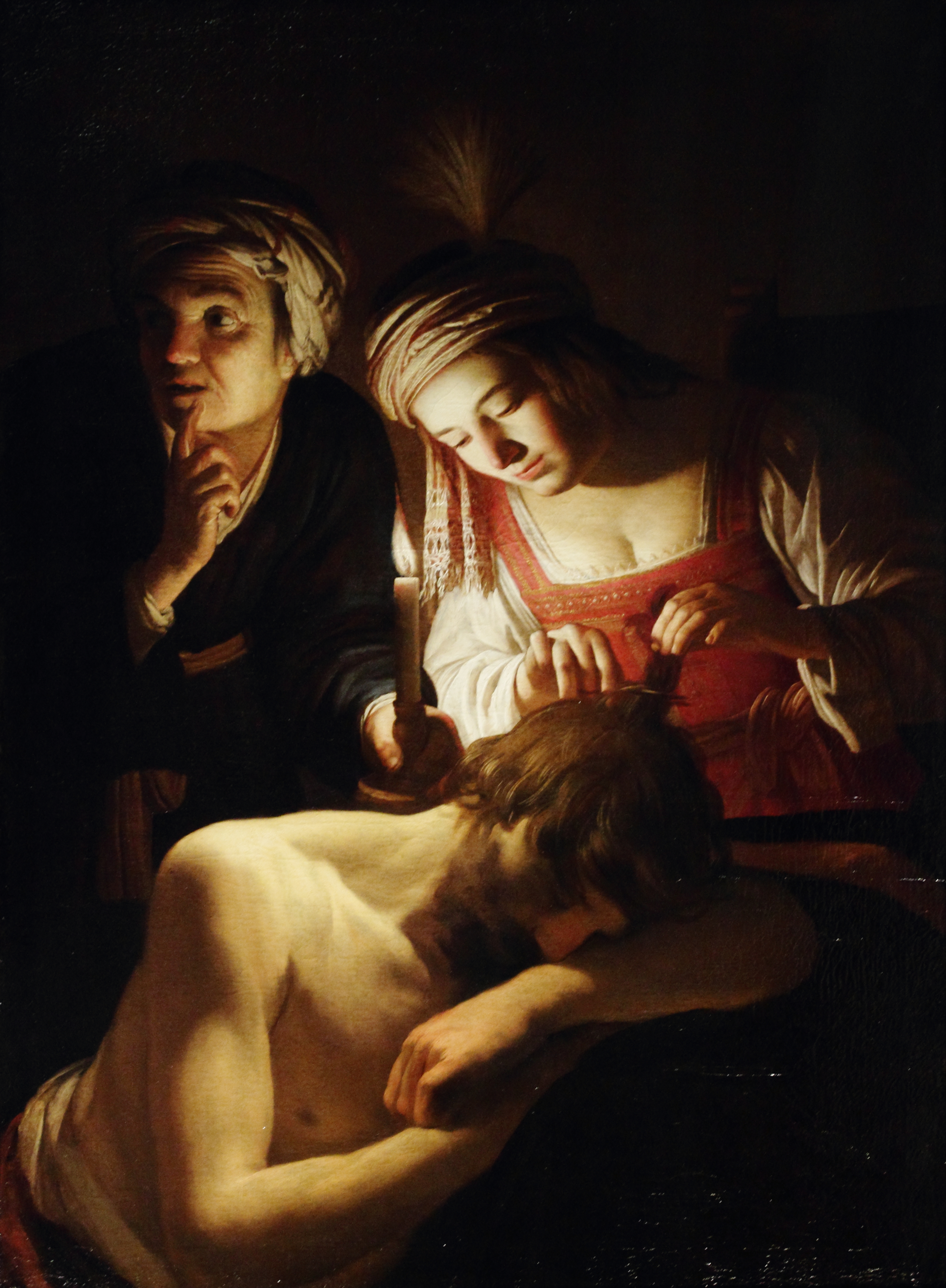
Samson et Dalila par Gerard van Honthorst Cleveland Museum of Art
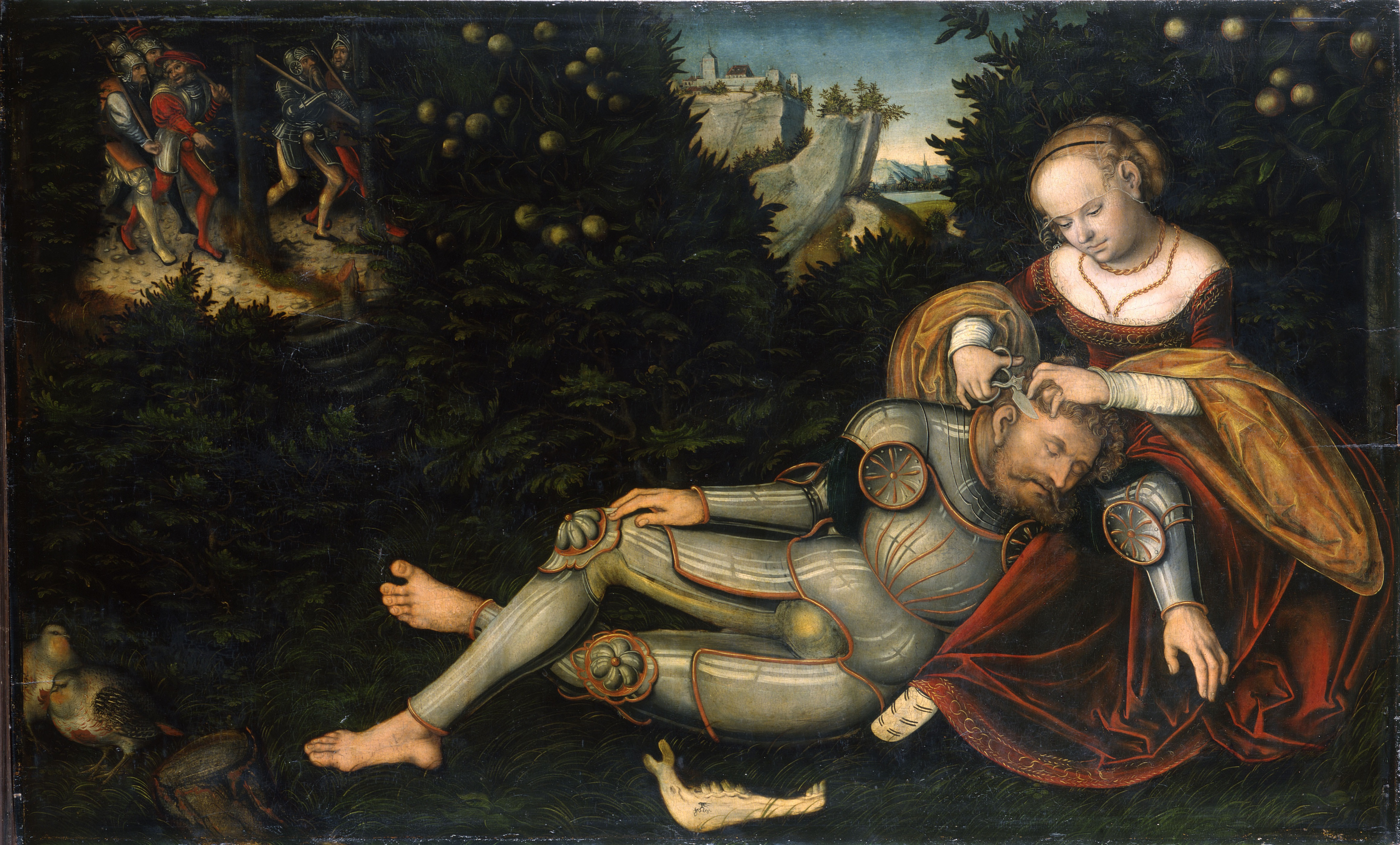
Samson et Dalila, 1537 par Lucas Cranach l'Ancien Gemäldegalerie Alte Meister
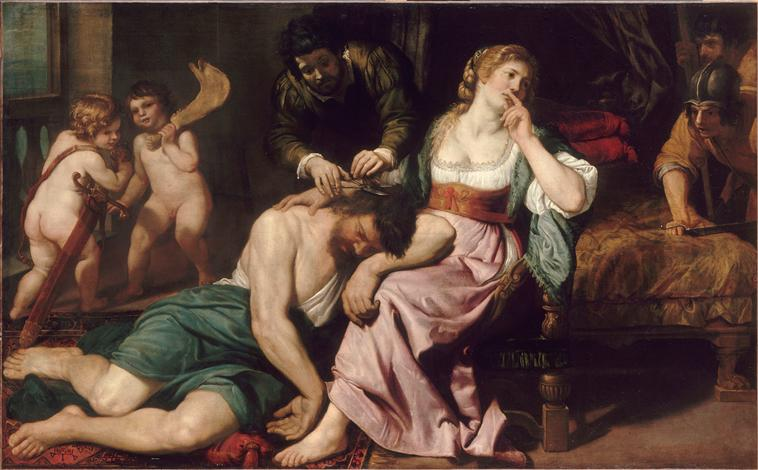
Samson et Dalila, 1650 par Domenico Fiasella Musée du Louvre
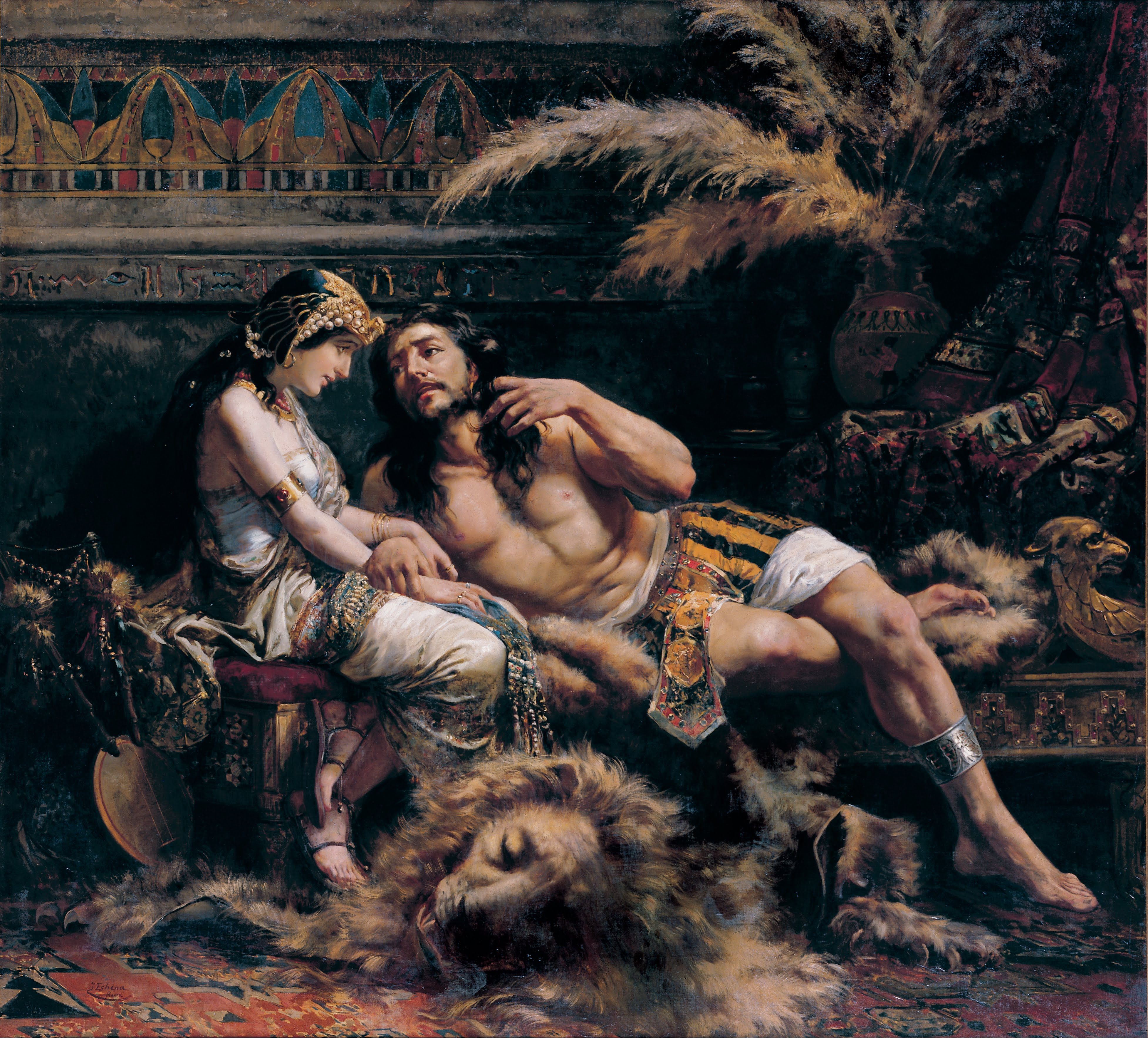
Samson et Dalila, 1887 par José Echenagusia Errazquin